# Schlossberg (Dahn)
Der Schlossberg im rheinland-pfälzischen Dahner Felsenland, einem Teil des Wasgaus, der vom Südteil des Pfälzerwalds gebildet wird, ist ein 323,1 m hoher Berg. Auf seinem langgestreckten Rücken liegen die Ruinen von drei mittelalterlichen Burgen, die als Dahner Burgengruppe bekannt sind.

## Geographie
Der Schlossberg erhebt sich im Landkreis Südwestpfalz auf der Waldgemarkung der Stadt Dahn knapp 1 km östlich von deren Wohnbebauung. Sein Rücken erstreckt sich fast eben über etwa 350 m von Südwest nach Nordost. Der Nordostsporn gehört zur Waldgemarkung der Ortsgemeinde Erfweiler.

## Zugang
Von Dahn aus führt die Schlossstraße, die mit der Kreisstraße 40 identisch ist, zum Berg empor und passiert ihn unterhalb des südwestlichen Bergsporns. Dort zweigt an einem kleinen Bergsattel nach links ein Waldweg ab, über den Wanderer nach etwa 300 m den Bergrücken erreichen. An der Abzweigung liegt auf 273 m Höhe ein Parkplatz, daneben steht eine kleine Schutzhütte.

## Sehenswürdigkeiten
Der Bergrücken trägt von Südwest nach Nordost auf fünf großen Felsen die eng beieinander stehenden Burgruinen von Altdahn (auf 317 m Höhe), Grafendahn (314 m) und Tanstein (315 m). Von diesen drei Burgen rührt der Bergname her. Ganz im Nordosten liegt auf 316 m Höhe das Naturdenkmal Löchelfelsen (ND-7340-210).

## Flora
Mit Ausnahme der Burgareale und der Felsen ist der Schlossberg dicht mit Nadelhölzern bestanden. Zumeist handelt es sich um Fichten und Kiefern.

## Wanderwege
Mitten über den Bergrücken verläuft der Prädikatswanderweg Pfälzer Waldpfad und entlang seines Südhangs der Fernwanderweg Pirmasens–Belfort.